# Tristaniopsis ferruginea
Tristaniopsis ferruginea là một loài thực vật có hoa trong Họ Đào kim nương. Loài này được (C.T.White) Peter G.Wilson & J.T.Waterh. miêu tả khoa học đầu tiên năm 1983.